# 42.ª edición de los Premios Grammy
La 42.ª edición de los Premios Grammy se celebró el 23 de febrero de 2000 en el Staples Center de Los Ángeles, en reconocimiento a los logros discográficos alcanzados por los artistas musicales durante el año anterior. El evento fue presentado por Rosie O'Donnell y fue televisado en directo en Estados Unidos por CBS. Santana fue el gran ganador obteniendo ocho galardones, con lo que igualó el récord que ostentaba Michael Jackson. El álbum de Santana Supernatural fue galardonado con un total de nueve premios.

## Ganadores y nominados

### Generales
- Grabación del año
  - Santana por "Smooth"
  - Backstreet Boys por "I Want It That Way"
  - Cher por "Believe"
  - Ricky Martin por "Livin' la Vida Loca"
  - TLC por "No Scrubs"

- Álbum del año
  - Santana por Supernatural' 
  - Backstreet Boys por Millenium
  - Dixie Chicks por Fly
  - Diana Krall por When I Look in Your Eyes
  - TLC por FanMail

- Canción del año
  - 'Santana & Rob Thomas por "'Smooth"
  - Backstreet Boys por "I Want It That Way"
  - Ricky Martin por "Livin' la Vida Loca"
  - TLC por "Unpretty"
  - Shania Twain por "You've Got a Way"

- Mejor artista nuevo/a
  - Christina Aguilera
  - Macy Gray
  - Kid Rock
  - Britney Spears
  - Susan Tedeschi

### Alternativa
- Mejor álbum de música alternativa
  - Beck por Mutations

### Blues
- Mejor álbum de blues tradicional
  - B. B. King por Blues on the Bayou
- Mejor álbum de blues contemporáneo
  - The Robert Cray Band por Take Your Shoes Off

### Clásica
- Mejor interpretación orquestal
  - Andreas Neubronner (productor), Michael Tilson Thomas (director), Peninsula Boys Choir, San Francisco Girls Chorus & San Francisco Symphony Orchestra & Chorus por Stravinsky: Firebird; The Rite of Spring; Perséphone
- Mejor interpretación solista vocal clásica
  - Claudio Abbado (director), Anne Sofie von Otter, Thomas Quasthoff & Berlin Philharmonic Orchestra por Mahler: Des Knaben Wunderhorn
- Mejor grabación de ópera
  - Nicholas Parker (productor), John Eliot Gardiner (director), Ian Bostridge, Anne Sofie von Otter, Bryn Terfel, Deborah York, Monteverdi Choir & London Symphony Orchestra por Stravinsky: The Rake's Progress
- Mejor interpretación coral
  - Robert Shafer (director), Betty Scott, Joan McFarland (directores de coro), Maryland Boy Choir, Shenandoah Conservatory Chorus & Washington Chorus por Britten: War Requiem
- Mejor interpretación clásica, solista instrumental (con orquesta)
  - Charles Dutoit (director), Martha Argerich & Montreal Symphony Orchestra por Prokofiev: Conciertos para piano n.º 1 & 3 / Bartók: Concierto para piano n.º 3
- Mejor interpretación clásica, solista instrumental (sin orquesta)
  - Vladimir Ashkenazy por Shostakovich: 24 Preludes & Fugues, Op. 87
- Mejor interpretación de conjunto musical pequeño o música de cámara
  - Joseph Jennings (director) & Chanticleer por Colors of Love - Works of Thomas, Stucky, Tavener & Rands
- Mejor interpretación de música de cámara
  - Anne-Sophie Mutter & Lambert Orkis por Beethoven: Las sonatas para violín (Nos. 1-3, Op. 12; Nos. 1-3, Op. 30; "Spring" Sonata)
- Mejor composición clásica contemporánea
  - Pierre Boulez (compositor) & Ensemble Intercontemporain por Boulez: Répons
- Mejor álbum de música clásica
  - Andreas Neubronner (productor), Michael Tilson Thomas (director), Peninsula Boys Choir, San Francisco Girl's Chorus & San Francisco Symphony Orchestra & Chorus por Stravinsky: Firebird; The Rite of Spring; Perséphone
- Mejor álbum crossover de música clásica
  - Peter Schickele (director) & Chestnut Brass Company por Schickele: Hornsmoke (Piano Concerto No. 2 in F Major "Ole"); Brass Calendar; Hornsmoke - A Horse Opera

### Composición y arreglos
- Mejor composición instrumental
  - Don Sebesky (compositor) por "Joyful Noise Suite"
- Mejor arreglo instrumental
  - Don Sebesky (arreglista) por "Chelsea Bridge"
- Mejor arreglo instrumental acompañado de vocalista
  - Alan Broadbent (arreglista); Charlie Haden Quartet West & Shirley Horn (intérpretes) por "Lonely Town"

### Composición para medio visual
- Mejor álbum de banda sonora
  - Mark Mancina (productor) & Phil Collins (productor e intérprete) por Tarzan
- Mejor composición instrumental escrita para una película, televisión u otro medio visual
  - Randy Newman (compositor) por A Bug's Life
- Mejor canción escrita para una película, televisión u otro medio visual
  - Madonna & William Orbit (compositores); Madonna (intérprete) por "Beautiful Stranger" (de Austin Powers: The Spy Who Shagged Me)

### Country
- Mejor interpretación vocal country, femenina
  - Shania Twain por "Man! I Feel Like a Woman!"
- Mejor interpretación vocal country, masculina
  - George Jones por "Choices"
- Mejor interpretación country, duo o grupo
  - Dixie Chicks por "Ready to Run"
- Mejor colaboración vocal country
  - Emmylou Harris, Dolly Parton & Linda Ronstadt por "After the Gold Rush"
- Mejor interpretación instrumental country
  - Tommy Allsup, Asleep at the Wheel, Floyd Domino, Larry Franklin, Vince Gill & Steve Wariner por "Bob's Breakdowns"
- Mejor canción country
  - Robert John "Mutt" Lange & Shania Twain (compositores); Shania Twain (intérprete) por "Come On Over"
- Mejor álbum de música country
  - Blake Chancey, Paul Worley (productores), John Guess, Billy Sherrill (ingenieros/mezcladores); Dixie Chicks (intérpretes) por Fly
- Mejor álbum de bluegrass
  - Ricky Skaggs & Kentucky Thunder por Ancient Tones

### Espectáculo musical
- Mejor álbum de espectáculo musical
  - John McDaniel, Stephen Ferrera (productores) & el elenco New Broadway con Bernadette Peters & Tom Wopat por Annie Get Your Gun

### Folk
- Mejor álbum de folk tradicional
  - June Carter Cash por Press On
- Mejor álbum de folk contemporáneo
  - Tom Waits por Mule Variations

### Góspel
- Mejor álbum góspel pop/contemporáneo
  - Steven Curtis Chapman por Speechless
- Mejor álbum góspel rock
  - Rebecca St. James por Pray
- Mejor álbum góspel soul tradicional
  - Shirley Caesar por Christmas with Shirley Caesar
- Mejor álbum góspel soul contemporáneo
  - Yolanda Adams por Mountain High...Valley Low
- Mejor álbum góspel sureño, country o bluegrass
  - Bill Gaither & Gloria Gaither por Kennedy Center Homecoming
- Mejor álbum góspel, coro o coros
  - Carol Cymbala (director de coro); Brooklyn Tabernacle Choir (intérpretes) por High and Lifted Up

### Hablado
- Mejor álbum hablado
  - LeVar Burton por The Autobiography of Martin Luther King, Jr.
- Mejor álbum hablado de comedia
  - Chris Rock por Bigger & Blacker

### Histórico
- Mejor álbum histórico
  - Orrin Keepnews (productor), Steven Lasker (productor e ingeniero), Paul Brizzi & Dennis Ferrante (ingenieros); Duke Ellington (intérprete) por The Duke Ellington Centennial Edition - The Complete RCA Victor Recordings (1927-1973)

### Infantil
- Mejor álbum musical para niños
  - Andy Hill (productor); varios intérpretes por The Adventures of Elmo in Grouchland
- Mejor álbum hablado para niños
  - Steven Epstein, David Frost (productores), Graham Greene, Kate Winslet & Wynton Marsalis por Listen to the Storyteller

### Jazz
- Mejor interpretación jazz instrumental, solista
  - Wayne Shorter por "In Walked Wayne"
- Mejor interpretación jazz instrumental, individual o grupo
  - Gary Burton, Chick Corea, Roy Haynes, Dave Holland & Pat Metheny por Like Minds
- Mejor interpretación jazz instrumental, conjunto grande
  - Bob Florence por Serendipity 18
- Mejor interpretación jazz vocal
  - Diana Krall por When I Look in Your Eyes
- Mejor interpretación jazz contemporáneo
  - David Sanborn por Inside
- Mejor álbum de jazz latino
  - Poncho Sánchez por Latin Soul

### Latina
- Mejor interpretación pop latino
  - Rubén Blades y Editus por Tiempos
- Mejor interpretación latina tropical tradicional
  - Tito Puente por Mambo Birdland
- Mejor interpretación mexicano-americana
  - Plácido Domingo por 100 Años de Mariachi
- Mejor interpretación rock latino/alternativo
  - Chris Pérez Band por Resurrection
- Mejor álbum tejano
  - Los Palominos por Por eso te amo
- Mejor álbum de salsa
  - Los Van Van por Llegó...Van Van - Van Van Is Here
- Mejor álbum de merengue
  - Elvis Crespo por Píntame

### New age
- Mejor álbum de new age
  - Paul Winter por Celtic Solstice